# Impasse Reille
Impasse Reille är en återvändsgata i Quartier de Parc-de-Montsouris i Paris fjortonde arrondissement. Gatan är uppkallad efter den franske fältmarskalken Honoré Charles Reille (1775–1860). Impasse Reille börjar vid Avenue Reille 4 och slutar efter en vändplats vid Avenue de la Sibelle.

## Omgivningar
- Chapelle Sainte-Jeanne-d'Arc
- Chapelle de l'Hôpital Sainte-Anne
- Parc Montsouris
- Place Mohamed-Bouazizi
- Place Eugène-Claudius-Petit
- Jardin Marie-Thérèse-Auffray
- Jardin de l'Aqueduc
- Jardin Michelet

## Bilder
| - Gatuskylt. - Honoré Charles Reille. - Chapelle de l'Hôpital Sainte-Anne. - Place Mohamed-Bouazizi. |

## Kommunikationer
- Tunnelbana – linje  – Glacière
- Busshållplats Thomas Francine – Paris bussnät, linje Traverse Bièvres Montsouris

### Webbkällor
- ”Impasse Reille”. Mairie de Paris. https://web.archive.org/web/20160303173815/http://www.v2asp.paris.fr/commun/v2asp/v2/nomenclature_voies/Voieactu/8099.nom.htm. Läst 24 juli 2022.
- ”Impasse Reille (14ème arrondissement)”. Les rues de Paris. https://web.archive.org/web/20170715111821/http://www.parisrues.com/rues14/paris-14-impasse-reille.html. Läst 24 juli 2022.